# Rentapia
Rentapia – rodzaj płazów bezogonowych z rodziny ropuchowatych (Bufonidae).

## Zasięg występowania
Rodzaj obejmuje gatunki występujące w skrajnie południowej półwyspowej Tajlandii, Malezji, na Borneo i Sumatrze.

## Systematyka

### Etymologia
Rentapia: Libau Rentap (zm. 1870), bojownik o wolność i bohater narodowy Malezji. 

### Podział systematyczny
Do rodzaju należą następujące gatunki:
- Rentapia everetti (Boulenger, 1896) – nakrzewka borneańska[4]
- Rentapia flavomaculata Chan, Abraham & Badli-Sham, 2020
- Rentapia hosii (Boulenger, 1892)